# أبرشية نيويورك ونيو إنجلاند
تعتبر أبرشية نيويورك ونيو إنجلاند، التي يشار إليها أيضًا باسم أبرشية نيويورك القبطية، أبرشية تابعة للكنيسة القبطية الأرثوذكسية في الإسكندرية. تأسست عام 2013 وتضم ولايات كونيتيكت وماين وماساتشوستس ونيوهامبشاير ونيويورك ورود آيلاند وفيرمونت في الولايات المتحدة الأمريكية. أول أسقف للأبرشية هو الأسقف ديفيد.

## تاريخ
هاجر أول أقباط مصر إلى الولايات المتحدة في الأربعينيات. بحلول سبعينيات القرن الماضي، استقر الكثيرون في نيويورك ونيو إنجلاند، واستمرت أعدادهم في النمو مع مرور السنين. لسنوات عديدة، كانت الكنائس القبطية القليلة هناك تدار من قبل أبرشية أمريكا الشمالية تحت رعاية بابا الإسكندرية فقط. بحلول عام 2010، نما عدد السكان الأقباط بدرجة كافية لدعم أبرشية مستقلة. أنشأ البابا تواضروس الثاني بابا الكنيسة القبطية الأرثوذكسية بالإسكندرية أبرشية نيويورك ونيو إنجلاند وضم اليها كنائس من أبرشية أمريكا الشمالية. كرس البابا تواضروس، الأسقف داود أسقفًا للأبرشية في احتفال استمر يومين من 16 إلى 17 نوفمبر 2013، في القاهرة، مصر. أقيم حفل تنصيب رسمي للأسقف ديفيد في 7 ديسمبر 2013 في كنيسة القديس أبراهام القبطية الأرثوذكسية في وودبري، نيويورك. عمل الأسقف ديفيد سابقًا أسقفًا عامًا في نيو إنجلاند قبل ان تصير أبرشية لعدة سنوات. يقع مقر الأبرشية في كاتدرائية القديس مينا والبابا كيرلس السادس، تشستنوت (نيويورك).

## عدد الكهنة والكنائس
| عام  | عضوية | كهنة   | كهنة   | كهنة    | الكنائس |
| عام  | عضوية | قمامصة | الكهنة | المجموع | الكنائس |
| ---- | ----- | ------ | ------ | ------- | ------- |
| 2013 | -     | -      | -      | -       | -       |
| 2014 | -     | -      | -      | -       | -       |
| 2015 | -     | 19     | 31     | 50      | 26      |
| 2021 |       | 18     | 23     | 41      | 33      |

## الكنائس والاديرة

### كونيتيكت
- كنيسة العذراء مريم ورئيس الملائكة ميخائيل القبطية الأرثوذكسية في هامدن [3]
- والدة الإله المقدسة وكنيسة القديس أثناسيوس القبطية الأرثوذكسية، شيشاير [4]
- القديس بطرس وكنيسة القديس أندرو القبطية الأرثوذكسية، ستامفورد [5]
- القديسة مريم وسانت موسى، الكنيسة القبطية الأرثوذكسية القوية، ووترفورد

### مين
- القديس بيشوي وكنيسة القديس كاراس القبطية الأرثوذكسية، برور، مين

### ماساتشوستس
- كنيسة القديس مرقس القبطية الأرثوذكسية - ناتيك [6]
- سانت ماري وكنيسة القديس جورج القبطية الأرثوذكسية، مارشفيلد [7]
- القديس بولس وكنيسة القديس يوحنا الذهبي الفم القبطية الأرثوذكسية، بوسطن [8]
- الكنيسة القبطية الأرثوذكسية القبطية العائلة المقدسة، أتلبورو [9]
- القديس Philopateer وكنيسة القديس مينا القبطية الأرثوذكسية، وايلاند [10]
- كنيسة القديسة مريم والقديسة دميانة القبطية الأرثوذكسية، فال ريفر
- سانت ماري وكنيسة القديس توماس القبطية الأرثوذكسية، جاردنر
- القديس شنودة وكنيسة القديس كاراس القبطية الأرثوذكسية، ميلفورد [11]
- كنيسة القديسة مريم والبابا كيرلس السادس القبطية الأرثوذكسية - (El-Karma)، تشارلتون

### نيو هامبشير
- كنيسة القديسة مريم ورئيس الملائكة ميخائيل القبطية الأرثوذكسية في نشوع [12]

### نيويورك
- كنيسة رئيس الملائكة ميخائيل و القديس مينا القبطية الأرثوذكسية ، عمليات القتل العظيمة ( جزيرة ستاتن ) [13]
- كنيسة القديس أبراهام القبطية الأرثوذكسية ، وودبري ( لونغ آيلاند ) [14]
- كنيسة القديس جورج القبطية الأرثوذكسية ، أستوريا ( كوينز ) [15]
- كنيسة القديس جورج القبطية الأرثوذكسية ، بروكلين [16]
- كنيسة القديسة هيلانة والقديس أنسيموني القبطية الأرثوذكسية ، فلاشينغ (كوينز)
- كنيسة القديسة مريم و القديس مرقس القبطية الأرثوذكسية ، مانهاتن
- كنيسة القديس مرقس القبطية الأرثوذكسية ، غرب هنريتا [17]
- كنيسة القديسة مريم و القديس أنطونيوس القبطية الأرثوذكسية ، ريدجوود (كوينز) [18]
- كنيسة القديسة مريم والقديسة دميانة القبطية الأرثوذكسية ، وايت بلينز [19]
- كنيسة القديسة مريم و القديس جورج القبطية الأرثوذكسية ، ألباني [20]
- كنيسة القديسة مريم و القديس مينا القبطية الأرثوذكسية ، سيراكيوز [21]
- كنيسة القديسة مريم و القديس موسى القبطية الأرثوذكسية السوداء ، شمال توناواندا [22]
- كنيسة القديسة مريم والقديس جورج القبطية الأرثوذكسية ، توتنفيل (جزيرة ستاتن)
- كنيسة القديسة مريم و القديس باخوميوس القبطية الأرثوذكسية ، Stony Point [23]
- كاتدرائية القديس مينا والبابا كيريلوس السادس ، تشستنَت ريدج
- مركز سانت ماري كريستيان تود هيل ، جزيرة ستاتين
- الكنيسة القبطية الأرثوذكسية القبطية الرسل ، برونكس

### رود آيلاند
- كنيسة القديسة مريم و القديس مينا القبطية الأرثوذكسية ، هوب رود ايلاند [24]
- كنيسة القديسة مريم والقديس مينا القبطية الأرثوذكسية ، كرانستون [24]

### فيرمونت
- كنيسة القديسة مريم ورئيس الملائكة رافائيل القبطية الأرثوذكسية ، برلنغتون

### العائلات القبطية
التجمعات القبطية الأرثوذكسية هي عائلات قبطة يجتمعون لحضور القداسات والخدمة ولكن ليس لديهم عدد كافٍ من الافراد لانشأ كنيسة.

#### كونيتيكت
- مجموعة عائلات قبطية في واتربري
- مجموعة عائلات قبطية في ووترفورد

#### نيويورك
خدمة القديس بطرس والقديس بولس في روتشستر
أنشأت الأبرشية ديرًا في منطقة بوسطن، تحت اسم مريم العذراء والبابا كيريلوس السادس في تشارلتون، ماساتشوستس. هذا هو أول دير يتم إنشاؤه في الأبرشية، ويعتبر الدير الثالث علي مستوي كل أمريكا الشمالية. وهو أيضًا أول دير في الكنيسة القبطية الأرثوذكسية يُطلق عليه اسم القديس البابا كيرلس السادس.

## وصلات خارجية
- الأسقف ديفيد (16 نوفمبر 2013 - الآن)